# Levski Ridge
Levski Ridge (bulgarisch хребет  Левски chrebet Lewski) ist ein 8 km langer Gebirgskamm auf der Livingston-Insel im Archipel der Südlichen Shetlandinseln. Er ist der zentrale Gebirgszug der Tangra Mountains und ragt zwischen dem Shipka Saddle im Westen bis zum Devin Saddle im Osten auf. Nach Norden grenzt er an den Huron-Gletscher, nach Südwesten an den Macy- und den Bojana-Gletscher sowie nach Südosten an den Srebarna- und den Magura-Gletscher.
Kartierungen erfolgten 1968 durch britische und 1980 durch argentinische Wissenschaftler. Die bulgarische Kommission für Antarktische Geographische Namen benannte ihn 2002. Sein Name leitet sich von demjenigen des Levski Peak ab, der nach dem bulgarischen Freiheitskämpfer Wassil Lewski (1837–1873) benannt ist.